# メロウルックあかりちゃん
メロウルックあかりちゃん（英: “Mellow Look”Akarichan ）は、東芝が日本国で販売した蛍光ランプである。単にあかりちゃん、メロウルックNとも呼ばれた。
東芝（当時は東京芝浦電気）は、三波長域発光形蛍光ランプを1978年（昭和53年）から「メロウルック」の呼称で販売していたが、1983年（昭和58年）の全面改良で高効率化・高演色化したのを機に「メロウルックあかりちゃん」に改称した。独自に開発した高性能希土類蛍光体の採用並びに塗布条件の改良によって、例えば環形30形で約13％の効率改善となった。相関色温度は5,000Kである。1985年（昭和60年）10月にも、独自に開発した高性能蛍光体並びに製造工程における劣化防止技術により、例えば環形30形で全光束を10％向上する改良が施された。
1990年（平成2年）に新製品「メロウ5」が発売され、蛍光ランプ商品群の主力の座を明け渡した。